# سیارک ۱۷۶۷۱۱
سیارک ۱۷۶۷۱۱ (به انگلیسی: 176711 Canmore، نامگذاری:2002QM57) صد و هفتاد و شش هزار و هفتصد و یازدهمین سیارک کشف شده‌است که در ۱۷ اوت ۲۰۰۲ کشف شد.